# No se olvida a una chica así
No se olvida a una chica así (en alemán: So ein Mädel vergißt man nicht) es una película de comedia romántica austro-alemana de 1932 dirigida por Fritz Kortner y protagonizada por Willi Forst, Dolly Haas y Oskar Sima. La película se rodó en los estudios Halensee de Berlín. Fue la última película realizada por Kortner antes de exiliarse tras la toma del poder por los nazis en 1933.

## Reparto
- Willi Forst como Paul Hartwig
- Dolly Haas como Lisa Brandes
- Oskar Sima como Max Bach
- Max Gülstorff como Herr Körner
- Ida Wüst como Frau Körner
- Theo Lingen como Hahnen Jr.
- Paul Hörbiger como Director Leopold Schrader
- Julius Falkenstein como Dr. Berger
- Hans Hermann Schaufuß como Bornemann
- Hans Leibelt como Hahnen padre
- Hans Walden como Agenturdirektor
- Theodor Danegger como Hausportier
- Edwin Jürgensen como Ewald
- Valeska Stock como Angebe Nebenrolle